# Hagenbuch
Hagenbuch (toponimo tedesco) è un comune svizzero di 1 095 abitanti del Canton Zurigo, nel distretto di Winterthur.

## Storia
Nel 1928 ha inglobato il comune soppresso di Schneit.

## Società

### Evoluzione demografica
L'evoluzione demografica è riportata nella seguente tabella (con Schneit):
Abitanti censiti

## Geografia antropica

### Frazioni

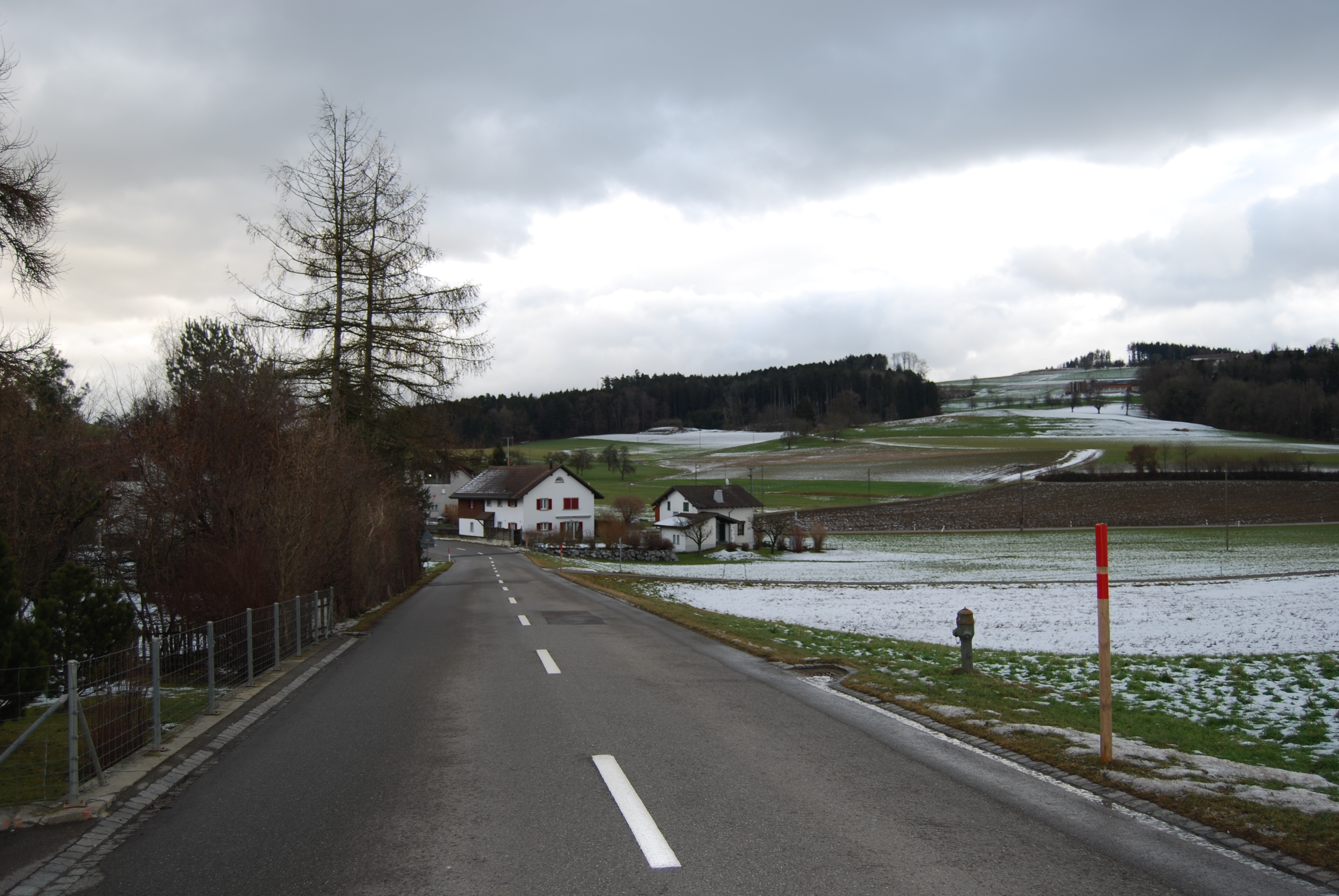
Oberschneit

- Hagenbuch
  - Hagenstall
  - Egghof
  - Kappel

- Schneit
  - Mittelschneit
  - Oberschneit
  - Schneitberg
  - Unterschneit

## Amministrazione
Ogni famiglia originaria del luogo fa parte del cosiddetto comune patriziale e ha la responsabilità della manutenzione di ogni bene ricadente all'interno dei confini del comune.